# آگنسا خامویان
آگنسا پوغوسی خامویان (ارمنی: Ագնեսա Պողոսի Խամոյան؛ زادهٔ ۱۹ اکتبر ۱۹۹۰) یک روزنامه‌نگار و سیاستمدار اهل ارمنستان است که از تاریخ ۲۰۲۱ تا کنون سمت نمایندگی دوره هشتم مجلس ملی جمهوری ارمنستان را برعهده داشت.

## زندگی‌نامه
در ۱۹ اکتبر ۱۹۹۰ در ایروان به دنیا آمد و از دانشگاه دولتی ایروان فارغ‌التحصیل شد. 